# Кулинич Григорій Григорович
Григо́рій Григо́рович Кули́нич (7 лютого 1919 року, с. Орловець — 4 серпня 1998 року, Київ) — літературознавець, перекладач, кандидат філологічних наук (1971). Член НСПУ (1958). Учасник 2-ї світової війни. Лауреат державних нагород СРСР.

## Біографія
Народився 7 лютого 1919 року, у с. Орловець.
У 1947 році закінчив Київський університет. 
Працював редактором видавництв «Радянський письменник» (з 1947 по 1949), Держлітвидав УРСР (з 1949 по 1952), «Молодь» (з 1952 по 1957 — заступник головного редактора), очолював видавництва «Дніпро» (з 1965 по 1966) та «Музична Україна» (з 1966 по 1980).

## Твори
Автор літературного портрета «Ярослав Галан» (К., 1965; 1977). У його перекладі з білоруської українською мовою вийшли повість «У Заболотті світає» Янки Бриля (1953), романи «Серце на долоні» (1964), «Сніжні зими» (1969), «Атланти і каріатиди» (1980, спільно з М. Олійником), «Петроград–Брест» (1989) І. Шамякіна, збірник романів і повістей «Пошуки майбутнього» (1991); з російської — повість «Військова таємниця» А. Гайдара (1955), романи «Шукачі» Д. Граніна (1956), «Південноамериканський варіант» С. Залигіна (1983; усі — Київ).